# 津野義堂
津野 義堂（つの ぎどう）は、日本の法学者。専門は西洋法制史、法情報学、法文化史。中央大学名誉教授。

## 人物
1974年中央大学法学部法律学科卒業。1976年一橋大学大学院法学研究科修士課程修了、法学修士、中央大学法学部助手。1980年ミュンヘン大学法学部助手。1981年中央大学法学部助教授。1991年中央大学法学部教授。2021年定年退職、中央大学名誉教授。専門は西洋法制史、法情報学、法文化史。

## 著作

### 単著
- 『法知の科学』津野文庫 2006年

### 編著
- 『コンセンサスの法理』国際書院 2007年
- 『オントロジー法学』中央大学出版部 2017年